# Vladimir Sjredel
Vladimir Sjredel (russisk: Влади́мир Ма́ркович Шре́дель) (født 5. december 1918 i Moskva, død 17. marts 1993 i Moskva i Rusland) var en sovjetisk filminstruktør og manuskriptforfatter.

## Filmografi
- Belyj pudel (Белый пудель, 1956)[1][2]
- Pozdnjaja vstretja (Поздняя встреча, 1979)